# Dealu Geoagiului
Dealu Geoagiului – wieś w Rumunii, w okręgu Alba, w gminie Întregalde. W 2011 roku liczyła 56 mieszkańców.